# Friedhofskapelle (Neustadt)

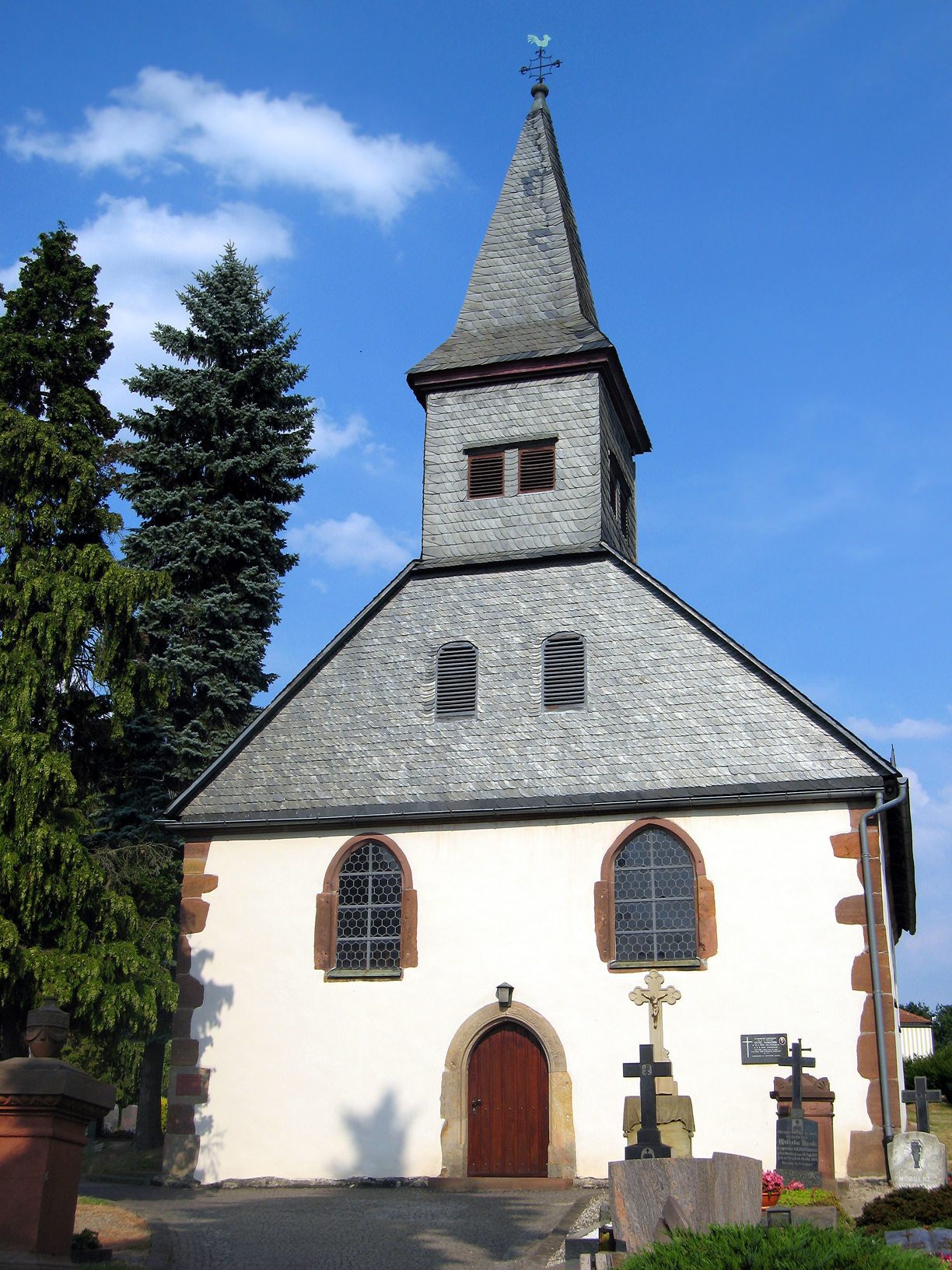
Friedhofskapelle in Neustadt

Die Friedhofskapelle ist ein denkmalgeschütztes Kirchengebäude in der Kleinstadt Neustadt im Landkreis Marburg-Biedenkopf in Hessen.

## Beschreibung
Die Friedhofskapelle wurde 1576 als katholische Kirche erbaut, die zu ehren des  heiligen Laurentius geweiht war. Aus dem Satteldach des Kirchenschiffs erhebt sich im Westen ein quadratischer Dachreiter, der einen vierseitigen spitzen Helm trägt. Der eingezogene Chor hat einen dreiseitigen Schluss. Der Altar stammt aus der zerstörten Magdalenenkapelle Amöneburg. Über dem Relief der trauernden Magdalena ist ein Schutzengel dargestellt.